# 欧州放射線リスク委員会
欧州放射線リスク委員会（European Committee on Radiation Risk, ECRR）は、ベルギーに本部を置く市民団体である。欧州評議会及び欧州議会、国際連合、各国の政府等とは関係を持たない私的団体である。
2011年5月現在、日本国内においては、放射線リスク欧州委員会、放射線リスクに関する欧州委員会、ヨーロッパ放射線リスク委員会とも訳されている。

## 概要
欧州放射線リスク委員会（ECRR）は、1997年に結成された市民団体である 。結成の端緒は、欧州議会内の政党である欧州緑の党が、ベルギーのブリュッセルで開催した会議の決議による。この会議では、欧州評議会が1996年5月13日付で定めた基本的安全基準指針である「指令96/29Euratom」について論議した。
湾岸戦争、イラク戦争における劣化ウラン弾や、チェルノブイリ原子力発電所事故、福島第一原子力発電所事故などに付随する放射性物質の健康問題に関連した活動を行っている。

## 会員
アリス・スチュワート(en:Alice Stewart)は、ECRRの最初の議長を務めた。科学委員会の議長はインゲ・シュミット＝フォイエルハーケ(en:Inge Schmitz-Feuerhake)教授である。また、クリストファー・バズビーが科学セクレタリーを務めている。
2010年の勧告の編集委員は、クリス・バスビー、ロザリー・バーテル(シスター、疫学者、反核平和運動家)、インゲ・シュミット-フォイエルハーケ、 モリー・スコット・カトー、 アレクセイ・ヤーブロコフであった。

## 活動
欧州評議会が定めた「指令96/29」は、欧州連合加盟国内における自然放射性物質や人工放射性物質の利用と輸送とに関して幅広く規定するものである。ECRRは、初会合で、同指令の条項4.1.cの目的「……民間利用としての放射性物質の生産と加工……」に焦点を当てた。
欧州議会における審議では、内部被曝による放射線リスク評価に関して、便宜的に国際放射線防護委員会(ICRP)のモデルによる成果を採用すべきであるとされた。しかし、ECRRは、これに異議を唱えて、「ICRPのモデルは放射線リスクを過小評価している」と主張した。ECRRは、特殊な同位体による生物物理学的特性を考慮して、放射線荷重係数を再定義することを提案した。

## 勧告と報告
ECRRは、3つの調査結果を発表している。
- 2003年のECRR勧告『放射線防護を目的とした低線量の電離放射線被曝のもたらす健康への影響[8]』[9][10]、
- 『20年後のチェルノブイリ ―チェルノブイリ事故の齎す健康への影響[11]』[12]。
- 2010年のECRR勧告『低線量の電離放射線被曝のもたらす健康への影響[13]』 - 同勧告においてECRRは、軍用の核兵器開発や核実験による放射能汚染を人道に対する罪とみなすべきとした[14]。

### ECRR勧告への批判と反応

#### 英国健康保護局による批判
2003年のECRR勧告『放射線防護を目的とした･･･』は、発表されてまもなく、英国健康保護局(en:Health Protection Agency)による批判が加えられた。同局は、ECRRを「公的機関と関わりのない独自(self-styled)の組織」とした上で、「恣意的であり、十分な科学的根拠を持たず、ICRPについては多くの曲解が見られる」とした。

#### 今中哲二による批判
ECRRの低線量被曝リスク評価について、反原発派の今中哲二（京都大学）は、内部被曝が危険というECRRの3つの立脚点を「1．ホットパーティクルが危険（20～1000倍）2．Sr90が危険（300倍）3．線量・効果関係に2つの山（極低線量で影響が大きい）」とし、ECRR勧告への個人的感想として「セラフィールド小児白血病などのデータを内部被曝によって説明しようという問題提起は、仮説としては面白い」「しかしながら、仮説を実証するデータはほとんど示されていないし、リスク評価手法全体に一貫性が認められない」「ECRRのリスク評価は「ミソもクソも一緒」になっていて付き合いきれない」「ECRRに安易に乗っかると、なんでもかんでも「よく分からない内部被曝が原因」となってしまう」と述べている。

#### その他
津田敏秀（岡山大学大学院環境学研究科教授）は、ECRRとICRPそれぞれの勧告について「ECRRを評価するには、ECRRが出るきっかけとなった欧州の白血病などのがんに関する報告をレビューしたり、その他の評価をしたりなどが必要と思います。これは時間がかかります。ただ、IARC（国際がん研究機関）のモデルでは把握できない白血病などの多発が各地で生じていることは確かなようです。一方、内部被ばくの測定が簡単ではない（例えば、α核種の測定などは外部から困難なのに、エネルギーは一番高い）ことなどを考えると、実はICRPのモデルに合っているのに、その被ばく量を把握し切れていないという考え方もあるように思います。」と述べている。
イギリスの環境ジャーナリストで原発支持派の環境運動家であるジョージ・モンビオ（George Monbiot）はガーディアン誌の東京特派員ジャスティン・マッカリー(Justin McCurry)との共同記事で、クリス・バズビーの福島第一原子力発電所事故に関する主張について批判的な見解を紹介している。ただし、この記事にはECRRおよびその主張についての記述はない。

## 英国国防省への裁判
ECRRは英国の核実験退役軍人が国防省を訴えた裁判で原告側に協力している。ECRRのクリス・バズビーは、OurPlanetTVの取材に対してすべてのケースで原告が勝利し、すべての陪審員・裁判官がICRPよりもECRRの基準を支持したと主張しているが、実際には核実験と健康被害の関連性を証明することができないとして10の代表事例のうち9までが聴聞を行う以前に棄却されており、ECRRの基準が支持されたと言うことはできない。現在は原告側が棄却を不服として最高裁で争っている。